# Paul Gohr
Paul Gohr (* 9. Juni 1899 in Berlin-Friedrichshain; † 1. März 1983) war ein deutscher Politiker (KPD/SED) und Widerstandskämpfer gegen das NS-Regime.

## Leben
Gohr, Sohn eines Kutschers, wuchs mit elf Geschwistern auf. Seine Mutter verlor er bereits im Kindesalter. Sie starb 1904. Nach dem Besuch der Volksschule absolvierte er eine Lehre zum Sattler. 1913 trat er dem Arbeitersportverein „Fichte“ bei, später auch den „Naturfreunden“ und der Sozialistischen Arbeiter-Jugend. Ab 1917 war er gewerkschaftlich organisiert. 
Im September 1917 wurde er zum Kriegsdienst im Ersten Weltkrieg eingezogen. Im September 1918 entfernte er sich von der Truppe und war am 9. November 1918 an der Revolution in Berlin beteiligt und wurde Mitglied des Soldatenrates. 1919 trat er der KPD bei und war 1920/21 Zellenleiter der KPD in der Wilmsstraße in Berlin-Kreuzberg. Später war er auch Mitglied der Revolutionären Gewerkschafts-Opposition und des Rotfrontkämpferbundes. 1921 heiratete er Käthe Skett. Aus dieser Ehe gingen zwei Söhne hervor. Zwischen 1922 und 1924 war er selbstständig, dann arbeitete er als Sattler und Täschner bei der Firma Deilke. Später war er als Sperrenschaffner, dann als Zugbegleiter und Weichensteller bei der Hochbahn beschäftigt. Als Vertreter von Berlin-Kreuzberg war er Mitglied der zentralen Streikleitung beim BVG-Streik 1932. 
Nach der „Machtergreifung“ der Nationalsozialisten 1933 beteiligte sich Gohr am kommunistischen Widerstand. Am 4. März 1933 wurde seine Wohnung durchsucht und Gohr am Folgetag verhaftet. Er verbrachte drei Tage auf dem Polizeipräsidium am Alexanderplatz und befand sich danach im Zellengefängnis Lehrter Straße in Berlin-Moabit in Einzelhaft. Nach seiner Entlassung musste er sich einige Wochen täglich bei der Polizei melden. Danach war Gohr erneut illegal für die KPD tätig. Er empfing und verteilte illegales Material aus der Tschechoslowakei und arbeitete dabei mit Willi Plen und Willi Trümper zusammen. Gohr war beteiligt an der Arbeit der Widerstandsgruppe um John Sieg und Mitglied in einer von Max Grabowski geleiteten illegalen KPD-Gruppe in Berlin-Ahrensfelde. Gohr entzog sich der Einberufung zum Volkssturm und versteckte sich im Frühjahr 1945 auf seinem Gartengrundstück in Berlin-Ahrensfelde. 
Nach Kriegsende war Gohr 1945/46 Bürgermeister von Ahrensfelde (Kreis Niederbarnim) und Leiter der dortigen KPD/SED-Ortsgruppe. Von April bis Herbst 1947 war er Referent für Handel und Versorgung in der Abteilung Wirtschaft und Finanzen des Sekretariats des Landesvorstandes Brandenburg der SED. Von 1949 bis 1963 war er Referent bzw. Hauptreferent im Ministerium für Handel und Versorgung der DDR. 1957 legte Gohr nach einem fünfeinhalbjährigen Fernstudium das juristische Staatsexamen ab.